# 207109 Sturmenchopf
207109 Sturmenchopf este o planetă minoră (asteroid) din centura de asteroizi. A fost descoperită pe 11 ianuarie 2005 la Vicques⁠(d) de Michel Ory⁠(d). 
Obiectul prezintă o orbită caracterizată de o semiaxă mare de 2,4659668687346 UAi, o excentricitate de 0,15, o înclinație de 3,7 ° în raport cu ecliptica.